# العلاقات الإندونيسية الكرواتية
العلاقات الإندونيسية الكرواتية هي العلاقات الثنائية التي تجمع بين إندونيسيا وكرواتيا.

## مقارنة بين البلدين
هذه مقارنة عامة ومرجعية للدولتين:
| وجه المقارنة                                              | إندونيسيا         | كرواتيا                                                  |
| --------------------------------------------------------- | ----------------- | -------------------------------------------------------- |
| المساحة (كم2)                                             | 1.90 مليون        | 56.59 ألف                                                |
| عدد السكان (نسمة)                                         | 263.99 مليون      | 4.11 مليون                                               |
| الكثافة السكانية (ن./كم²)                                 | 138.94            | 72.63                                                    |
| العاصمة                                                   | جاكرتا            | زغرب                                                     |
| اللغة الرسمية                                             | اللغة الإندونيسية | اللغة الكرواتية                                          |
| العملة                                                    | روبية إندونيسية   | كونا كرواتية                                             |
| الناتج المحلي الإجمالي (بليون دولار)                      | 1.02 تريليون      | 54.85 مليار                                              |
| الناتج المحلي الإجمالي (تعادل القوة الشرائية) بليون دولار | 2.85 تريليون      | 94.64 مليار                                              |
| الناتج المحلي الإجمالي الاسمي للفرد دولار أمريكي          | 3.35 ألف          | 11.54 ألف                                                |
| الناتج المحلي الإجمالي للفرد دولار أمريكي                 | 10.52 ألف         | 21.64 ألف                                                |
| مؤشر التنمية البشرية                                      | 0.684             | 0.818                                                    |
| رمز المكالمات الدولي                                      | +62               | +385                                                     |
| رمز الإنترنت                                              | .id               | .hr                                                      |
| المنطقة الزمنية                                           |                   | توقيت وسط أوروبا، ت ع م+01:00، ت ع م+02:00، أوروبا/زغرب ‏ |

## منظمات دولية مشتركة
يشترك البلدان في عضوية مجموعة من المنظمات الدولية، منها:
| علم المنظمة | اسم المنظمة                               | تاريخ انضمام إندونيسيا | تاريخ انضمام كرواتيا |
| ----------- | ----------------------------------------- | ---------------------- | -------------------- |
|             | مؤسسة التنمية الدولية                     | 20 أغسطس 1968          | 25 فبراير 1993       |
|             | يونسكو                                    | 27 مايو 1950           | 1 يونيو 1992         |
|             | وكالة ضمان الاستثمار متعدد الأطراف        | 12 أبريل 1988          | 19 مارس 1993         |
|             | الأمم المتحدة                             | 28 سبتمبر 1950         | 22 مايو 1992         |
|             | الفريق المعني برصد الأرض                  | ?                      | ?                    |
|             | الاتحاد البريدي العالمي                   | ?                      | ?                    |
|             | البنك الدولي للإنشاء والتعمير             | 13 أبريل 1967          | 25 فبراير 1993       |
|             | المنظمة الهيدروغرافية الدولية             | ?                      | ?                    |
|             | الاتحاد الدولي للاتصالات                  | 1949                   | 3 يونيو 1992         |
|             | منظمة حظر الأسلحة الكيميائية              | ?                      | ?                    |
|             | مؤسسة التمويل الدولية                     | 23 أبريل 1968          | 25 فبراير 1993       |
|             | المركز الدولي لتسوية المنازعات الاستشارية | 28 أكتوبر 1968         | 22 أكتوبر 1998       |
|             | منظمة التجارة العالمية                    | ?                      | ?                    |
|             | منظمة الشرطة الجنائية الدولية             | 5 أكتوبر 1954          | ?                    |

## وصلات خارجية
- موقع وزارة الخارجية الإندونيسية
- موقع وزارة الخارجية الكرواتية